# Веселовский сельсовет (Липецкая область)
Весе́ловский сельсове́т — сельское поселение в составе Долгоруковского района Липецкой области.
Административный центр — деревня Весёлая.

## География
Веселовский сельсовет граничит на севере с Войсково-Казинским, на востоке с Вязовицким и Дубовецким сельскими поселениями Долгоруковского района; на юге с Тербунским районом; на западе с Ливенским районом Орловской области.
По территории поселения протекают реки Олым и Ольшанец, несколько небольших ручьёв.

## Население
| 2010 | 2012 | 2013 | 2014 | 2015 | 2016 | 2017 |
| ---- | ---- | ---- | ---- | ---- | ---- | ---- |
| 626  | ↘587 | ↘560 | ↘525 | ↘518 | ↗531 | ↗535 |
| 2018 | 2021 |      |      |      |      |      |
| ↘530 | ↘478 |      |      |      |      |      |

## Состав сельского поселения
| № | Населённый пункт | Тип населённого пункта          | Население |
| - | ---------------- | ------------------------------- | --------- |
| 1 | Белый Конь       | деревня                         | ↘60       |
| 2 | Весёлая          | деревня, административный центр | ↘320      |
| 3 | Заречная         | деревня                         | ↘20       |
| 4 | Каменка          | деревня                         | 5         |
| 5 | Николаевка       | деревня                         | 35        |
| 6 | Новотроицкое     | село                            | 186       |
| 7 | Овечьи Воды      | деревня                         | 0         |

## Культура и образование
- Поселенческий центр культуры и досуга в деревне Весёлая
- Средняя школа в деревне Весёлая

## Инфраструктура
Почтовая связь:
- Отделение почтовой связи в Весёлой

Сберегательный Банк:
- Офис обслуживания в Весёлой

## Медицина
- Фельдшерско-акушерский пункт в селе Новотроицкое и деревне Весёлая

## Транспорт
Поселение связано автомобильным шоссе с райцентром Долгоруково, развита сеть местных дорог.

## Достопримечательности
- Ансамбль Троицкой церкви 1815 года в селе Новотроицкое